# Biélorussie au Concours Eurovision de la chanson
La Biélorussie participe au Concours Eurovision de la chanson, depuis sa quarante-neuvième édition, en 2004, et ne l’a encore jamais remporté.

## Participation
Le pays participe donc depuis 2004, sans avoir manqué d'édition. Néanmoins, malgré une candidature déclarée pour l'édition en 2021, l'UER exclut le pays car la chanson envoyée a été déclarée comme ayant une image politique donc contraire au règlement du concours. Ayant d'abord demandé au diffuseur de changer les paroles ou la musique, BRTC n'ayant pas convenu à se conformer au règlement malgré leur nouvel envoi, l'UER les exclut, pour la première fois depuis 2009 et l'exclusion de la Géorgie. Depuis, le pays a perdu son droit de participation au concours pour une durée indéterminée.
Depuis l'instauration des demi-finales, en 2004, la Biélorussie a participé à six finales du concours : en 2007, 2010, 2013, 2014, 2017 et 2019.

## Résultats
La Biélorussie n'a jamais remporté le concours.
Le meilleur classement du pays en finale demeure jusqu'à présent la sixième place de Dmitri Koldoun en 2007. La Biélorussie n'a jamais terminé à la dernière place, ni obtenu de nul point.

## Pays hôte
La Biélorussie n'a encore jamais organisé le concours.

## Faits notables
En 2005, la candidate biélorusse, Angelica Agourbach, mena une vaste campagne d’autopromotion durant la semaine des répétitions. Elle fit notamment donner une grande fête pour toutes les délégations, représentants des médias et fans présents à Kiev. Elle ne parvint pourtant pas à se qualifier pour la finale.
En 2010, les représentants biélorusses, le groupe 3+2 devaient initialement interpréter la chanson Far Away. Mais, avant la date butoir fixée par l'UER, ils décidèrent de changer de morceau et optèrent finalement pour Butterflies.
En 2011, la Biélorussie avait initialement sélectionné la chanson Born in Byelorussia pour la représenter. Ce morceau évoquait dans ses paroles une certaine nostalgie pour la période soviétique, ce qui suscita immédiatement la polémique. La télévision publique biélorusse fit modifier le texte et le titre, qui devint I Am Belarusian. Il apparut cependant que la chanson avait été publiée avant la date limite du 1er septembre 2010. Elle fut donc disqualifiée et remplacée par une autre, sur le même thème : I Love Belarus.
En 2021, la chanson biélorusse est considérée par l'UER comme trop politique, et met en valeur le gouvernement biélorusse. Le pays est alors disqualifié de la compétition. Depuis, le pays a été expulsé temporairement de l'UER pendant deux semaines pour le manque de liberté de presse et d'autres raisons sont également présentes. Le 30 juin 2021, l'expulsion de la Biélorussie est effective, et le pays ne peut plus participer au concours. Sa dernière participation remonte alors à 2019.

## Représentants
| Édition                         | Année | Artiste(s)              | Chanson                                       | Langue(s)  | Traduction française           | Finale                                                 | Finale                                                 | Demi-finale                                            | Demi-finale                                            |
| Édition                         | Année | Artiste(s)              | Chanson                                       | Langue(s)  | Traduction française           | Place                                                  | Points                                                 | Place                                                  | Points                                                 |
| ------------------------------- | ----- | ----------------------- | --------------------------------------------- | ---------- | ------------------------------ | ------------------------------------------------------ | ------------------------------------------------------ | ------------------------------------------------------ | ------------------------------------------------------ |
| 49e                             | 2004  | Aleksandra & Konstantin | My Galileo                                    | Anglais    | Mon Galilée                    |                                                        |                                                        | 19                                                     | 10                                                     |
| 50e                             | 2005  | Angelica Agourbach      | Love Me Tonight                               | Anglais    | Aime-moi cette nuit            |                                                        |                                                        | 13                                                     | 67                                                     |
| 51e                             | 2006  | Polina Smolova          | Mum                                           | Anglais    | Maman                          |                                                        |                                                        | 22                                                     | 10                                                     |
| 52e                             | 2007  | Dmitri Koldoun          | Work Your Magic                               | Anglais    | Exerce ta magie                | 06                                                     | 145                                                    | 04                                                     | 176                                                    |
| 53e                             | 2008  | Rouslan Alekho          | Hasta la vista                                | Anglais    | Au revoir                      |                                                        |                                                        | 17                                                     | 27                                                     |
| 54e                             | 2009  | Petr Elfimov            | Eyes That Never Lie                           | Anglais    | Des yeux qui ne mentent jamais |                                                        |                                                        | 13                                                     | 25                                                     |
| 55e                             | 2010  | 3+2                     | Butterflies                                   | Anglais    | Papillons                      | 24                                                     | 18                                                     | 09                                                     | 59                                                     |
| 56e                             | 2011  | Anastasiya Vinnikova    | I Love Belarus                                | Anglais    | J'aime la Biélorussie          |                                                        |                                                        | 14                                                     | 45                                                     |
| 57e                             | 2012  | Litesound               | We Are the Heroes                             | Anglais    | Nous sommes les héros          |                                                        |                                                        | 16                                                     | 35                                                     |
| 58e                             | 2013  | Alena Lanskaya          | Solayoh                                       | Anglais    | Soloyoch                       | 16                                                     | 48                                                     | 07                                                     | 64                                                     |
| 59e                             | 2014  | TEO                     | Cheesecake                                    | Anglais    | -                              | 16                                                     | 43                                                     | 05                                                     | 87                                                     |
| 60e                             | 2015  | Uzari & Maïmouna        | Time                                          | Anglais    | Temps                          |                                                        |                                                        | 12                                                     | 39                                                     |
| 61e                             | 2016  | Ivan                    | Help You Fly                                  | Anglais    | T'aider à voler                |                                                        |                                                        | 12                                                     | 84                                                     |
| 62e                             | 2017  | NAVI                    | Historyja majho žyccia (Гісторыя майго жыцця) | Biélorusse | L'histoire de ma vie           | 17                                                     | 83                                                     | 09                                                     | 110                                                    |
| 63e                             | 2018  | Alekseev                | Forever                                       | Anglais    | Pour toujours                  |                                                        |                                                        | 16                                                     | 65                                                     |
| 64e                             | 2019  | Zena                    | Like It                                       | Anglais    | J'aime ça                      | 24                                                     | 31                                                     | 10                                                     | 122                                                    |
| 65e                             | 2020  | VAL                     | Da vidna (Да відна)                           | Biélorusse | Avant l'aube                   | Concours annulé à la suite de la pandémie de COVID-19. | Concours annulé à la suite de la pandémie de COVID-19. | Concours annulé à la suite de la pandémie de COVID-19. | Concours annulé à la suite de la pandémie de COVID-19. |
| 65e                             | 2021  | Galasy ZMesta           | Ya Nauchu Tebya                               | Russe      | Je t'apprendrai                | Disqualification de la part de l'UER.                  | Disqualification de la part de l'UER.                  | Disqualification de la part de l'UER.                  | Disqualification de la part de l'UER.                  |
| Exclusion de l'UER depuis 2021. |       |                         |                                               |            |                                |                                                        |                                                        |                                                        |                                                        |

- Première place
- Deuxième place
- Troisième place
- Dernière place

 Qualification automatique en finale
 Élimination en demi-finale

## Galerie

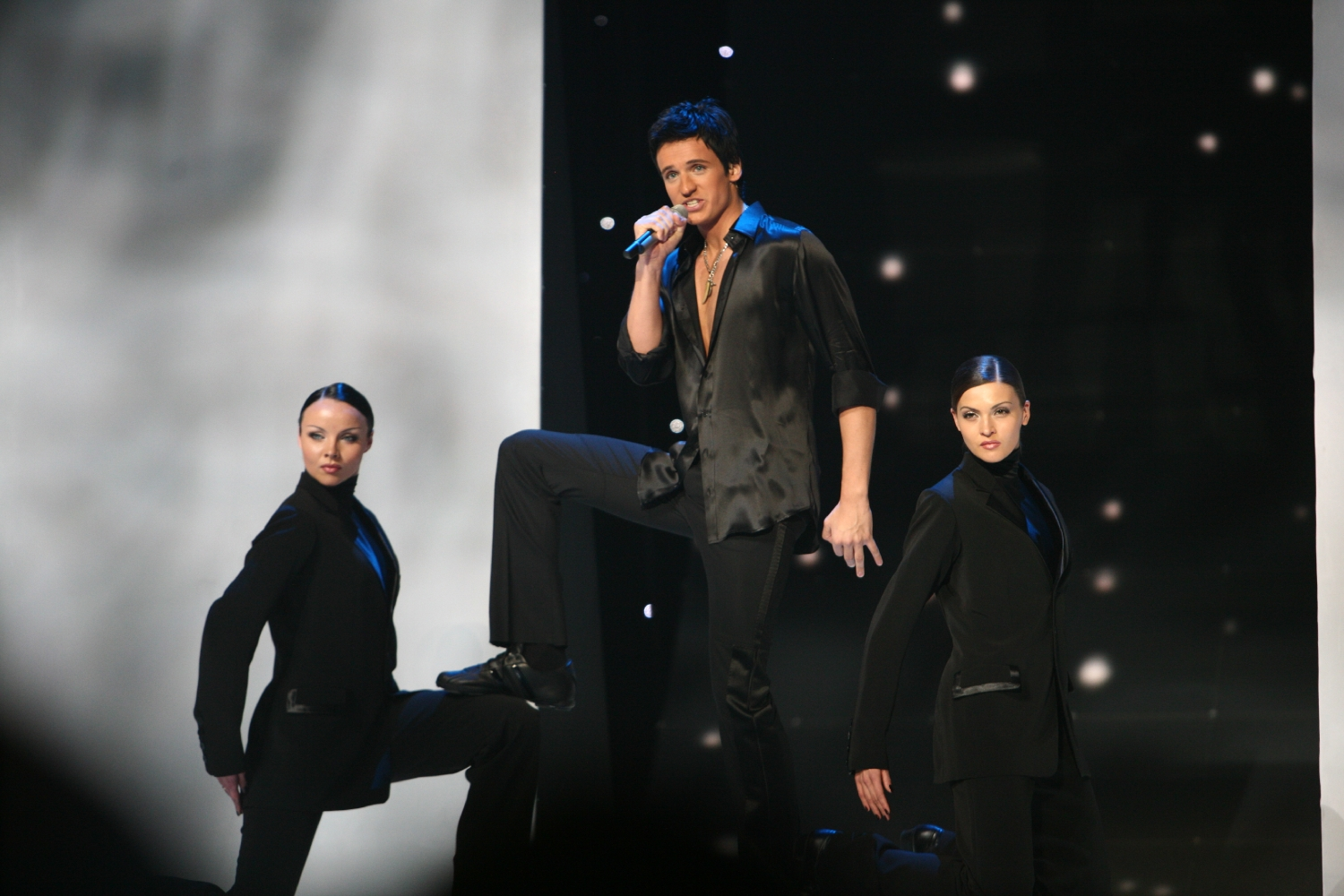
Dmitri Koldoun à Helsinki (2007)
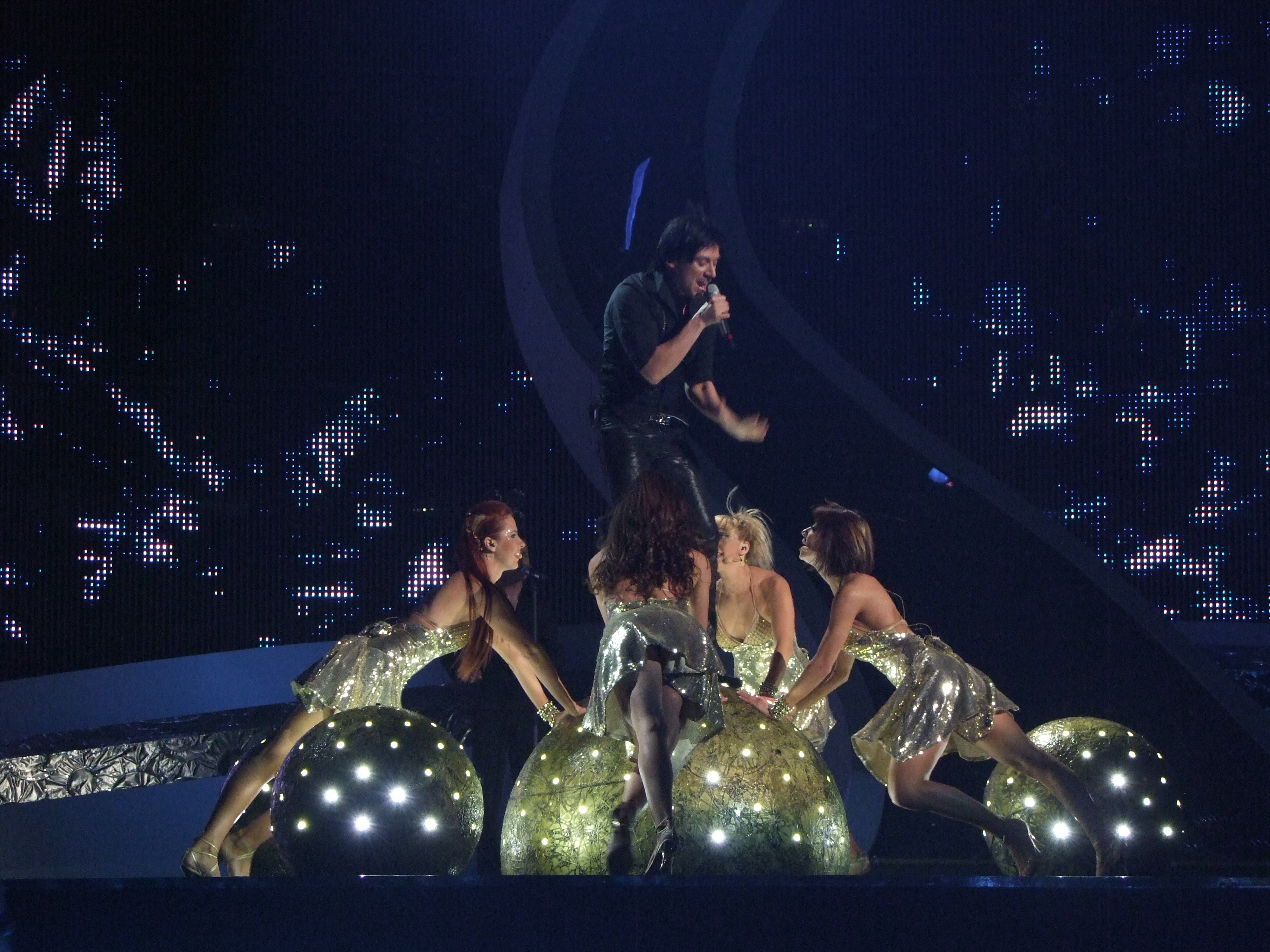
Rouslan Alekhno à Belgrade (2008)
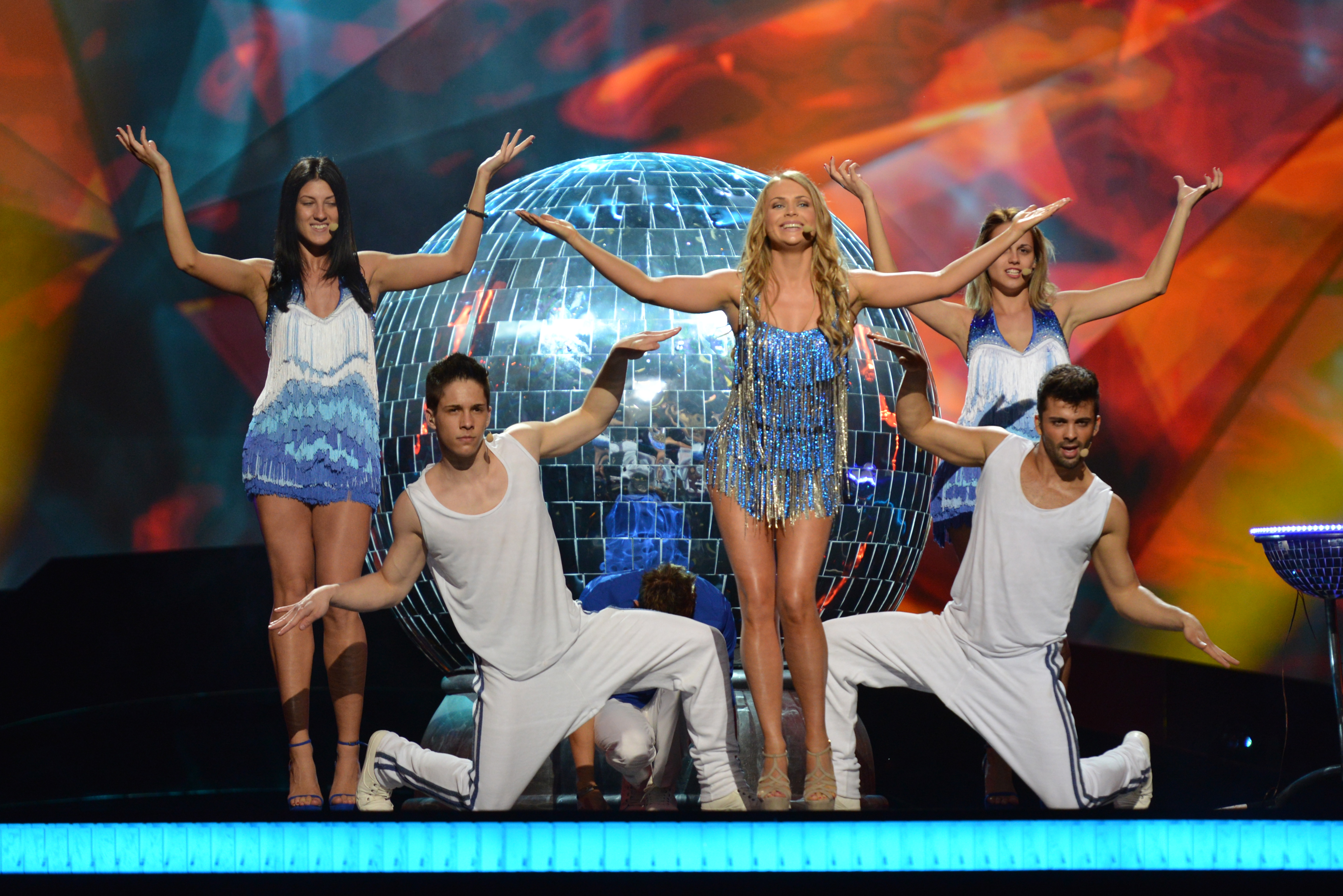
Alena Lanskaya à Malmö (2013)
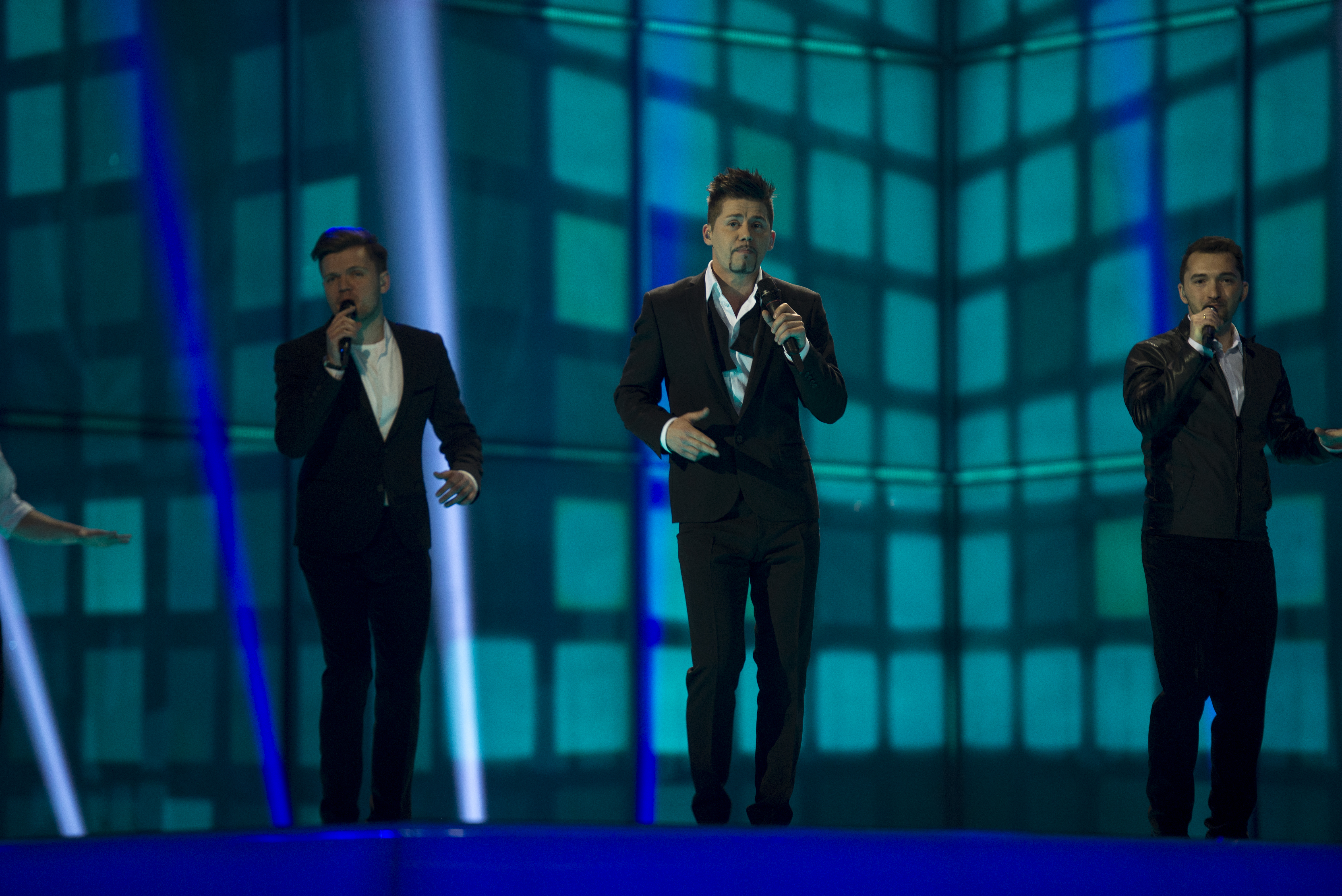
Teo à Copenhague (2014)
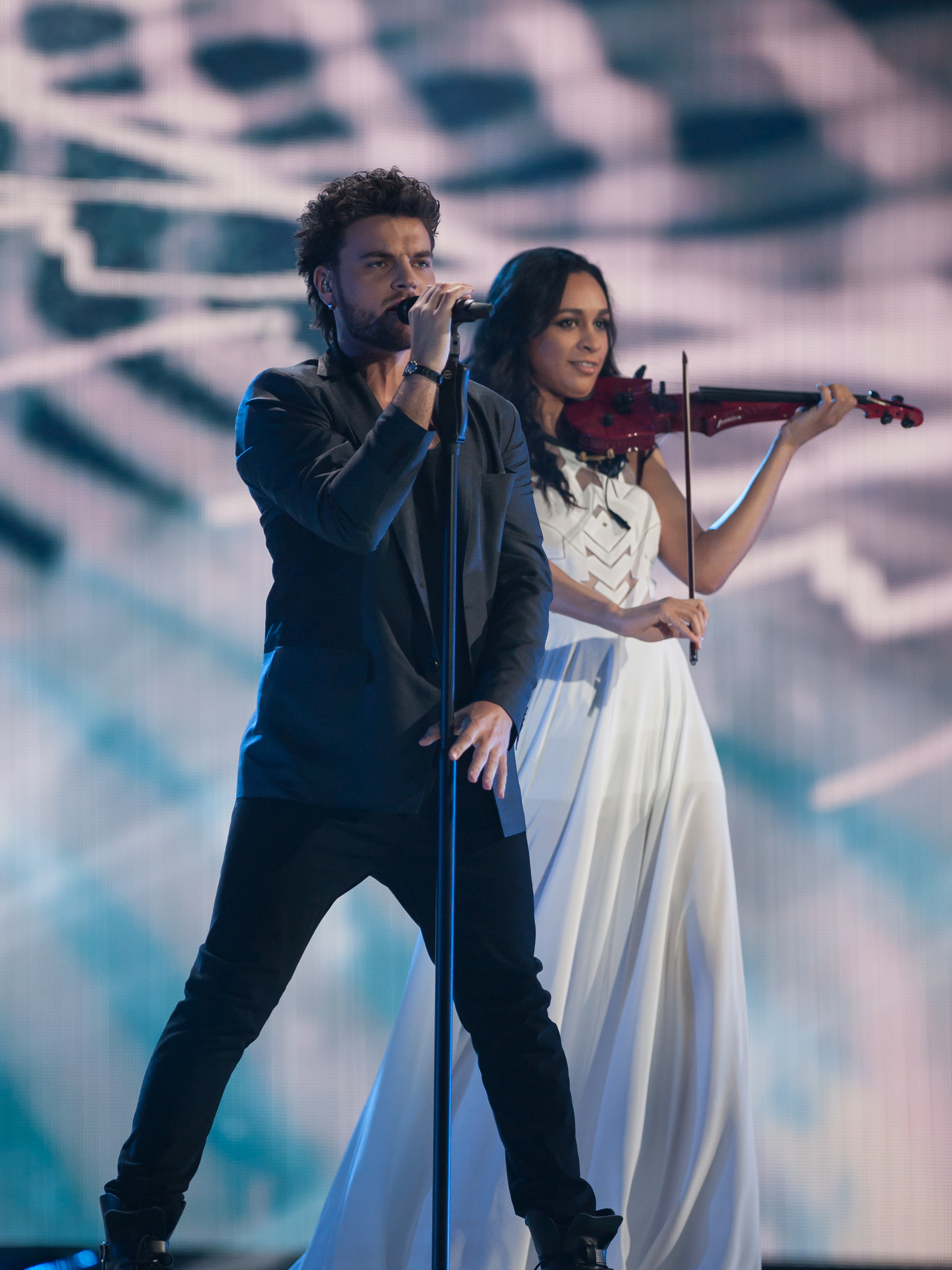
Uzari & Maïmouna à Vienne (2015)
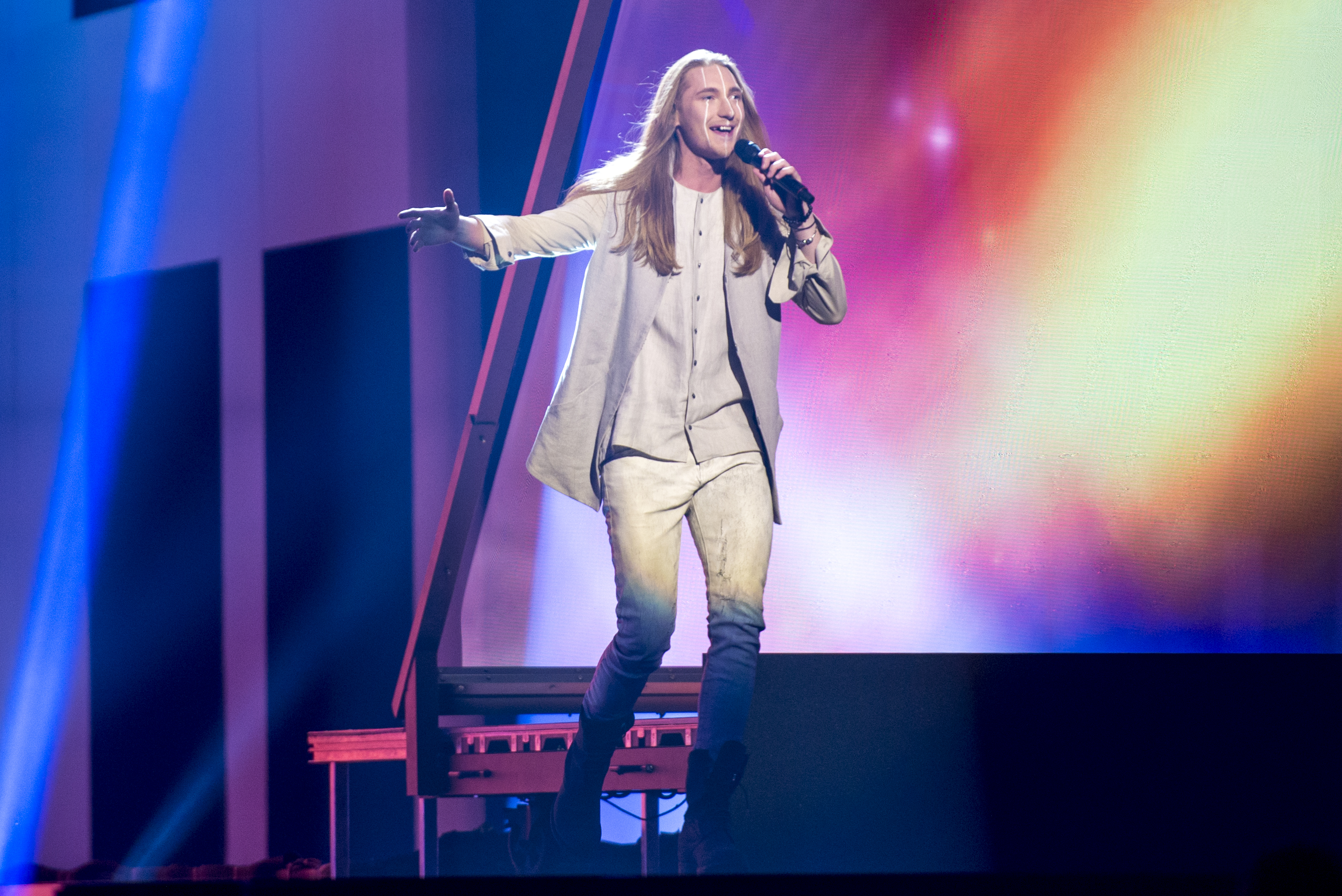
Ivan à Stockholm (2016)
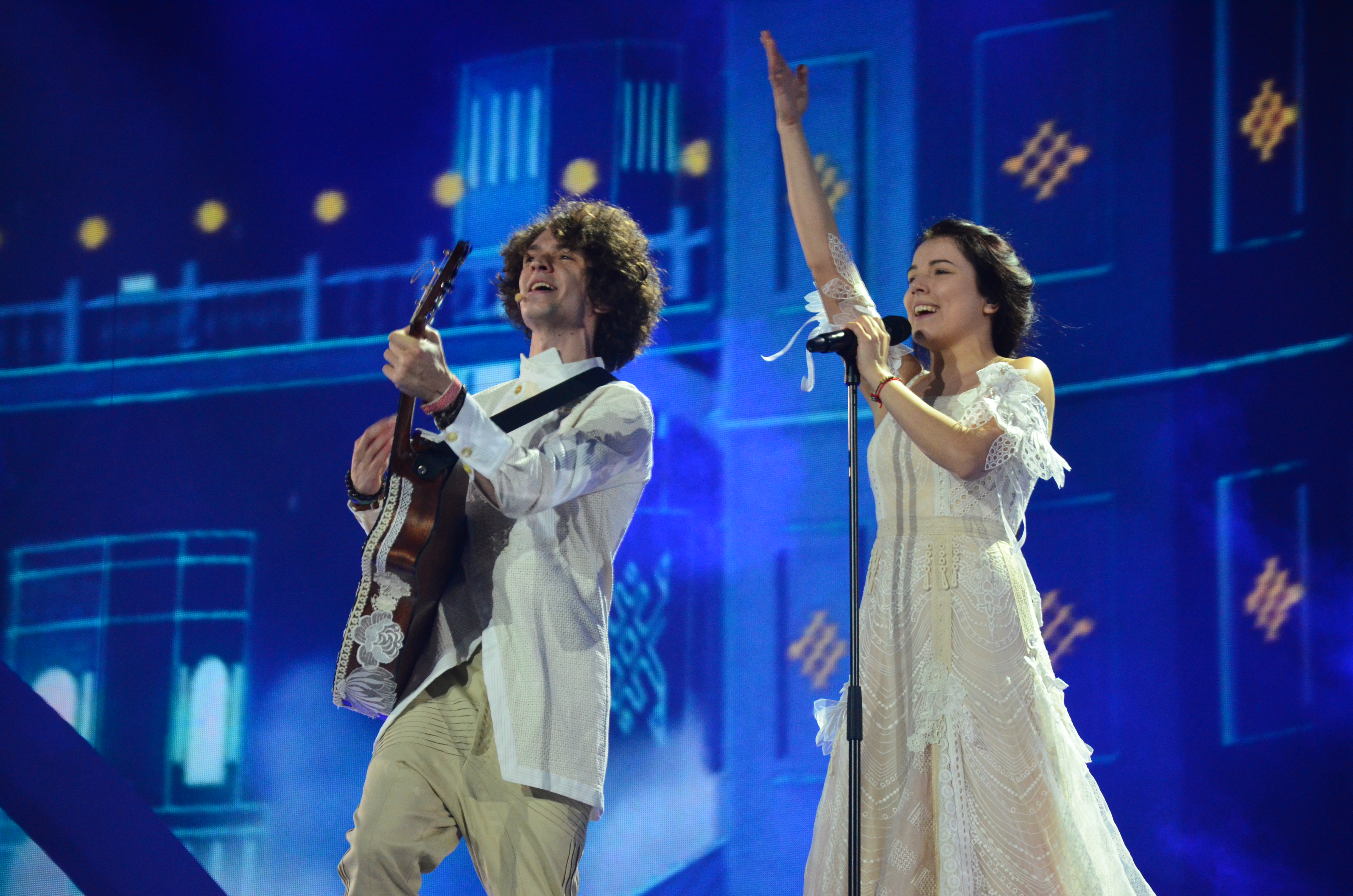
NAVI à Kiev (2017)
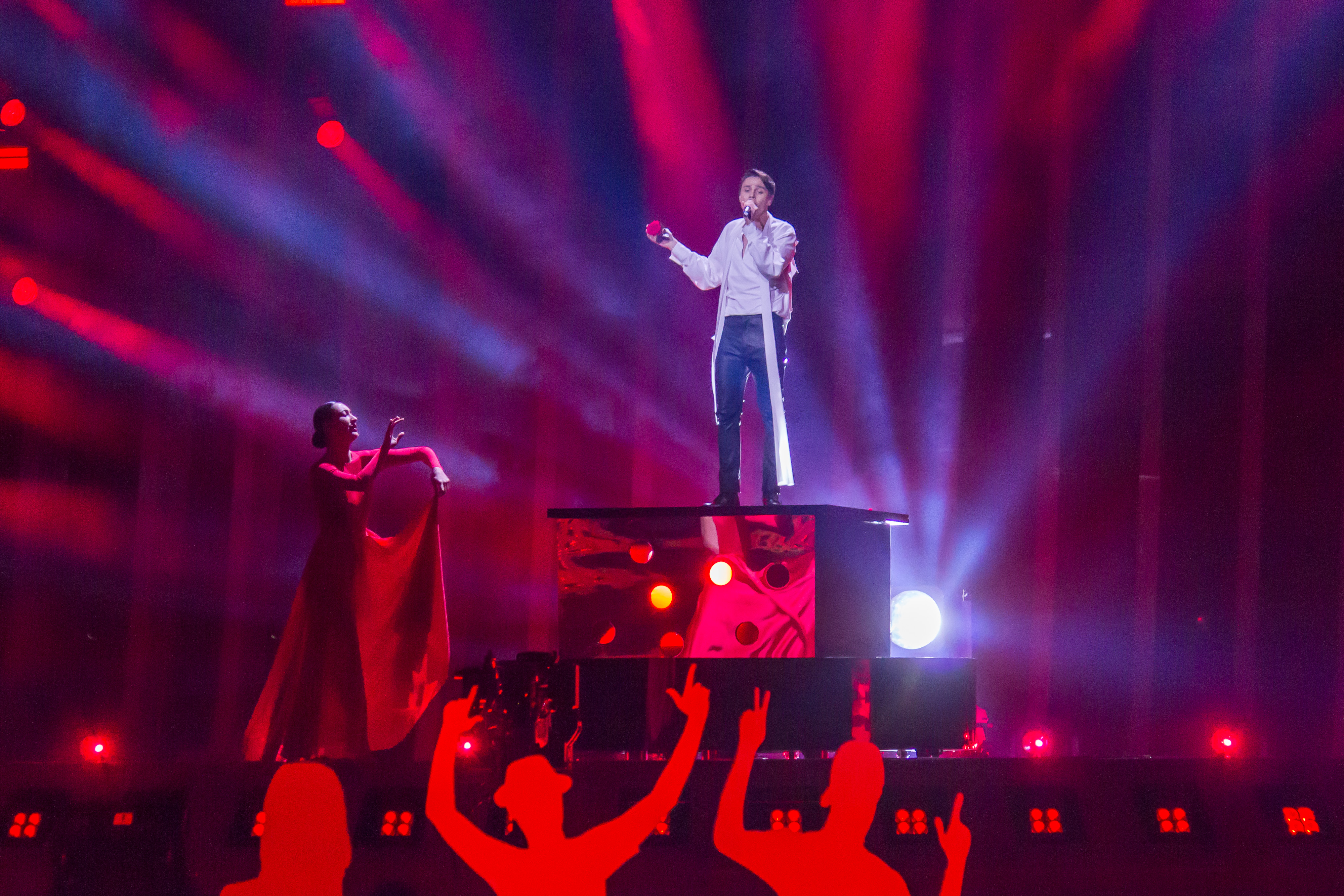
Alekseev à Lisbonne (2018)
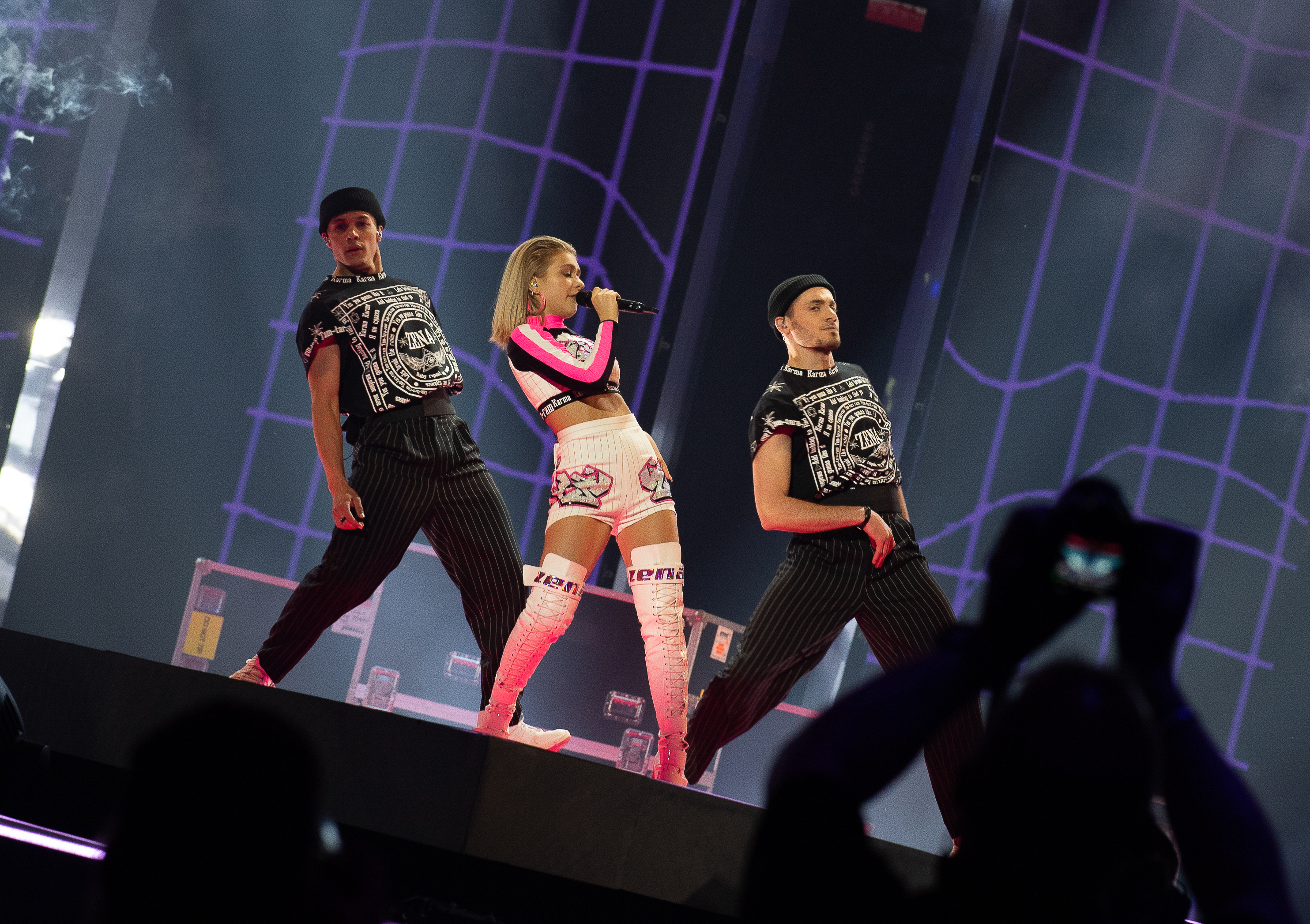
Zina Kouprianovitch à Tel Aviv (2019)

## Commentateurs et porte-paroles
| Année | Commentateur(s)                       | Porte-parole         |
| ----- | ------------------------------------- | -------------------- |
| 2004  | Denis Kourian                         | Denis Kourian        |
| 2005  | Denis Kourian                         | Elena Ponomareva     |
| 2006  | Denis Kourian                         | Corrianna            |
| 2007  | Denis Kourian & Alexander Tikhanovich | Juliana              |
| 2008  | Denis Kourian                         | Olga Barabanschikova |
| 2009  | Denis Kourian                         | Ekaterina Litvinova  |
| 2010  | Denis Kourian                         | Aleksei Grishin      |
| 2011  | Denis Kourian                         | Leila Ismailava      |
| 2012  | Denis Kourian                         | Dmitri Koldoun       |
| 2013  | Evgueni Perline                       | Darya Domracheva     |
| 2014  | Evgueni Perline                       | Alena Lanskaya       |
| 2015  | Evgueni Perline                       | Teo                  |
| 2016  | Evgueni Perline                       | Uzari                |
| 2017  | Evgueni Perline                       | Alena Lanskaya       |
| 2018  | Evgueni Perline                       | Naviband             |
| 2019  | Evgueni Perline                       | Maria Vasilevich     |

## Historique de vote
Depuis 2004, la Biélorussie a attribué en finale le plus de points à :
| Rang | Pays        | Points |
| ---- | ----------- | ------ |
| 1    | Russie      | 166    |
| 2    | Ukraine     | 126    |
| 3    | Azerbaïdjan | 71     |
| 4    | Norvège     | 66     |
| 5    | Suède       | 53     |
| 6    | Arménie     | 52     |
| 7    | Moldavie    | 51     |
| 8    | Lituanie    | 36     |
| 9    | Géorgie     | 34     |
| 10   | Grèce       | 33     |

Depuis 2004, la Biélorussie a reçu en finale le plus de points de la part de :
| Rang | Pays        | Points |
| ---- | ----------- | ------ |
| 1    | Ukraine     | 50     |
| 2    | Russie      | 41     |
| 3    | Azerbaïdjan | 32     |
| 4    | Géorgie     | 31     |
| 5    | Moldavie    | 26     |
| 6    | Arménie     | 24     |
| 7    | Israël      | 19     |
| 8    | Lettonie    | 16     |
| 9    | Malte       | 14     |
| 10   | Hongrie     | 12     |
| =    | Lituanie    | 12     |
| =    | Macédoine   | 12     |

### 12 Points
Légende
 Vainqueur - La Biélorussie a donné 12 points à la chanson victorieuse / La Biélorussie a reçu 12 points et a gagné le concours
 2e place - La Biélorussie a donné 12 points à la chanson arrivée à la seconde place / La Biélorussie a reçu 12 points et est arrivée deuxième
 3e place - La Biélorussie a donné 12 points à la chanson arrivée à la troisième place / La Biélorussie a reçu 12 points et est arrivée troisième
 Qualifiée - La Biélorussie a donné 12 points à une chanson parvenue à se qualifier pour la finale / La Biélorussie a reçu 12 points et s'est qualifiée pour la finale
 Non-qualifiée - La Biélorussie a donné 12 points à une chanson éliminée durant les demi-finales / La Biélorussie a reçu 12 points mais n'est pas parvenue à se qualifier pour la finale
| Année         | Attribués | Attribués   | Reçus                 | Reçus                                  |
| Année         | Finale    | Demi-Finale | Finale                | Demi-Finale                            |
| 2004          | Russie    | Ukraine     | Non qualifiée         | Aucun                                  |
| 2005          | Russie    | Israël      | Non qualifiée         | Bulgarie                               |
| 2006          | Russie    | Russie      | Non qualifiée         | Aucun                                  |
| 2007          | Russie    | Moldavie    | Israël Russie Ukraine | Arménie Israël Moldavie Russie Ukraine |
| 2008          | Russie    | Ukraine     | Non qualifiée         | Aucun                                  |
| 2009          | Norvège   | Islande     | Non qualifiée         | Aucun                                  |
| 2010          | Russie    | Russie      | Géorgie               | Russie                                 |
| 2011          | Géorgie   | Ukraine     | Non qualifiée         | Aucun                                  |
| 2012          | Russie    | Ukraine     | Non qualifiée         | Ukraine                                |
| 2013          | Ukraine   | Ukraine     | Ukraine               | Ukraine                                |
| 2014          | Russie    | Grèce       | Russie                | Géorgie Lituanie                       |
| 2015          | Russie    | Russie      | Non qualifiée         | Géorgie                                |
| 2016 Jury     | Russie    | Belgique    | Non qualifiée         | Aucun                                  |
| 2016 Télévote | Russie    | Ukraine     | Non qualifiée         | Aucun                                  |
| 2017 Jury     | Bulgarie  | Bulgarie    | Azerbaïdjan Ukraine   | Ukraine                                |
| 2017 Télévote | Bulgarie  | Bulgarie    | Aucun                 | Ukraine                                |
| 2018 Jury     | Chypre    | Albanie     | Non qualifiée         | Azerbaïdjan                            |
| 2018 Télévote | Ukraine   | Arménie     | Non qualifiée         | Azerbaïdjan                            |
| 2019 Jury     | Malte     | Estonie     | Aucun                 | Hongrie                                |
| 2019 Télévote | Russie    | Islande     | Aucun                 | Aucun                                  |